# James Joseph Moga
James Joseph Saeed Moga (né le 14 juin 1983 à Nimule) est un footballeur international sud-soudanais.

## Biographie
James Joseph a été international soudanais à 14 reprises (2000-2005) pour 3 buts, puis international sud-soudanais depuis 2011. 
Il est connu pour être le premier buteur sud-soudanais lors du match contre le club kényan Tusker FC. 
Il fut meilleur buteur du championnat du Bangladesh lors de la saison 2010-2011.